# Нефтегорский район (Краснодарский край)
Нефтегорский район — административно-территориальная единица в составе Краснодарского края, существовавшая в 1939—1956 годах. Центр в 1939—1940 годах — рабочий посёлок Апшеронск, а затем рабочий посёлок Хадыженский (с 1949 — город Хадыженск)
Нефтегорский район был образован 26 марта 1939 года в составе Краснодарского края. В его состав вошли прежде подчинённые Нефтегорскому горсовету рабочие посёлки Апшеронский, Нефтегорский и Хадыженский, а также сельсоветы Абхазский, Имеретинский, Кабардинский, Кимовский, Кубанский, Куринский, Лесогорский, Линейный, Нефтяной, Самурский, Тверской и Ширванский.
16 августа 1940 года из Нефтегорского района был выделен Апшеронский район. Центр Нефтегорского района был перенесён в посёлок Хадыженский.
По состоянию на 1941 год в Нефтегорском районе числились 3 сельсовета: Кабардинский, Куринский и Нефтяной.
25 декабря 1956 года Нефтегорский район был упразднён. Его территория в полном составе была передана в Апшеронский район.